# Шорт-трек на зимових Олімпійських іграх 2022 — 500 метрів (жінки)
Змагання з шорт-треку на дистанції 500 метрів серед жінок на зимових Олімпійських іграх 2022 відбулися 5 лютого (попередні заїзди) і 7 лютого (фінал) у Столичному палаці спорту в Пекіні (КНР).
Чинна олімпійська чемпіонка - Аріанна Фонтана. Також кваліфікувалися срібна медалістка Ігор-2018 Яра ван Керкгоф і бронзова Кім Бутен, яка володіє світовим рекордом. Однак ван Керкгоф не обрали бігти на цій дистанції. Сюзанне Схюлтінг - чемпіонка світу 2021 року на всіх дистанціях, зокрема 500 м. Фонтана і Селма Паутсма посіли, відповідно 2-ге і 3-тє місця. Проте, багато провідних спортсменок не взяли участі в тому чемпіонаті. Фонтана очолювала залік Кубка світу 2021–2022 на дистанції 500 м після чотирьох етапів, що відбулись перед Олімпіадою. 2-ге й 3-тє місця посідали, відповідно, Бутен і Наталія Малишевська.

## Рекорди
Перед цими змаганнями світовий і олімпійський рекорди були такими:
| Світовий рекорд     | Кім Бутен (CAN)     | 41.936 | Солт-Лейк-Сіті (США)    | 3 листопада 2019 |
| Олімпійський рекорд | Чхве Мін Джон (KOR) | 42.422 | Каннин (Південна Корея) | 13 лютого 2018   |

## Результати

### Попередні заїзди
| Місце | Заїзд | Ім'я                 | Країна                     | Час      | Нотатки |
| ----- | ----- | -------------------- | -------------------------- | -------- | ------- |
| 1     | 1     | Селма Паутсма        | Нідерланди                 | 43.742   | Q       |
| 2     | 1     | Флоранс Брюнель      | Канада                     | 43.477   | Q       |
| 3     | 1     | Валентина Ашчич      | Хорватія                   | 44.681   |         |
| 4     | 1     | Тіфані Уо-Маршан     | Франція                    | 54.758   |         |
| 1     | 2     | Фань Кесінь          | Китай                      | 43.275   | Q       |
| 2     | 2     | Софія Просвірнова    | Олімпійський комітет Росії | 43.331   | Q       |
| 3     | 2     | Софія Конья          | Угорщина                   | 43.905   |         |
| 4     | 2     | Гвендолін Доде       | Франція                    | 45.515   |         |
| 1     | 3     | Кім Бутен            | Канада                     | 42.732   | Q       |
| 2     | 3     | Петра Ясапаті        | Угорщина                   | 42.848   | Q       |
| 3     | 3     | Мааме Біней          | США                        | 42.919   | q       |
| 4     | 3     | Каміла Стормовська   | Польща                     | 44.053   |         |
| 1     | 4     | Сюзанне Схюлтінг     | Нідерланди                 | 42.379   | Q, OR   |
| 2     | 4     | Елісон Чарлз         | Канада                     | 42.991   | Q       |
| 3     | 4     | Аріанна Вальчепіна   | Італія                     | 43.070   | q       |
| 4     | 4     | Катерина Єфременкова | Олімпійський комітет Росії | 43.140   |         |
| 1     | 5     | Аріанна Фонтана      | Італія                     | 42.940   | Q       |
| 2     | 5     | Чжан Ютін            | Китай                      | 43.233   | Q       |
| 3     | 5     | Міхаела Грузова      | Чехія                      | 45.060   |         |
| 4     | 5     | Корін Стоддард       | США                        | Без часу |         |
| 1     | 6     | Чхве Мін Джон        | Південна Корея             | 42.853   | Q       |
| 2     | 6     | Мартіна Вальчепіна   | Італія                     | 43.606   | Q       |
| 3     | 6     | Патриція Малішевська | Польща                     | 44.130   |         |
| 4     | 6     | Кетрін Томсон        | Велика Британія            | 1:06.594 |         |
| 1     | 7     | Ксандра Велзебур     | Нідерланди                 | 42.563   | Q       |
| 2     | 7     | Цюй Чуньюй           | Китай                      | 42.691   | Q       |
| 3     | 7     | Суміре Кікуті        | Японія                     | 42.829   | q       |
| 4     | 7     | Лі Ю Бін             | Південна Корея             | 43.141   |         |
| 1     | 8     | Крістен Сантос       | США                        | 43.579   | Q       |
| 2     | 8     | Олена Серьогіна      | Олімпійський комітет Росії | 43.605   | Q       |
| 3     | 8     | Анне Десмет          | Бельгія                    | 43.702   | q       |
| 4     | 8     | Нікола Мазур         | Польща                     | 43.732   |         |

### Чвертьфінали
| Місце | Заїзд | Ім'я               | Країна                     | Час      | Нотатки |
| ----- | ----- | ------------------ | -------------------------- | -------- | ------- |
| 1     | 1     | Кім Бутен          | Канада                     | 42.391   | Q       |
| 2     | 1     | Аріанна Вальчепіна | Італія                     | 42.891   | Q       |
| 3     | 1     | Фань Кесінь        | Китай                      | 1:03.594 |         |
| 4     | 1     | Елісон Чарлз       | Канада                     | 1:07.206 | ADV     |
|       | 1     | Флоранс Брюнель    | Канада                     |          | PEN     |
| 1     | 2     | Петра Ясапаті      | Угорщина                   | 43.476   | Q       |
| 2     | 2     | Олена Серьогіна    | Олімпійський комітет Росії | 43.712   | Q       |
| 3     | 2     | Мааме Біней        | США                        | 46.099   |         |
| 4     | 2     | Селма Паутсма      | Нідерланди                 | 1:07.285 |         |
|       | 2     | Ксандра Велзебур   | Нідерланди                 |          | PEN     |
| 1     | 3     | Аріанна Фонтана    | Італія                     | 42.635   | Q       |
| 2     | 3     | Анне Десмет        | Бельгія                    | 42.991   | Q       |
| 3     | 3     | Чжан Ютін          | Китай                      | 54.211   | ADV     |
| 4     | 3     | Чхве Мін Джон      | Південна Корея             | 1:04.939 |         |
|       | 3     | Софія Просвірнова  | Олімпійський комітет Росії |          | PEN     |
| 1     | 4     | Сюзанне Схюлтінг   | Нідерланди                 | 42.922   | Q       |
| 2     | 4     | Цюй Чуньюй         | Китай                      | 43.029   | Q       |
|       | 4     | Суміре Кікуті      | Японія                     | 56.092   |         |
|       | 4     | Крістен Сантос     | США                        |          | PEN     |
|       | 4     | Мартіна Вальчепіна | Італія                     |          | PEN     |

### Півфінали
| Місце | Заїзд | Ім'я               | Країна                     | Час    | Нотатки |
| ----- | ----- | ------------------ | -------------------------- | ------ | ------- |
| 1     | 1     | Аріанна Фонтана    | Італія                     | 42.387 | QA      |
| 2     | 1     | Кім Бутен          | Канада                     | 42.664 | QA      |
| 3     | 1     | Олена Серьогіна    | Олімпійський комітет Росії | 42.685 | QB      |
| 4     | 1     | Елісон Чарлз       | Канада                     | 42.829 | QB      |
| 5     | 1     | Аріанна Вальчепіна | Італія                     | 44.044 |         |
| 1     | 2     | Сюзанне Схюлтінг   | Нідерланди                 | 42.475 | QA      |
| 2     | 2     | Чжан Ютін          | Китай                      | 43.196 | QA      |
| 3     | 2     | Петра Ясапаті      | Угорщина                   | 43.198 | QB      |
| 4     | 2     | Анне Десмет        | Бельгія                    | 55.304 | ADVA    |
|       | 2     | Цюй Чуньюй         | Китай                      |        | PEN     |

### Фінали

#### Фінал B
| Місце | Ім'я            | Країна                     | Час    | Нотатки |
| ----- | --------------- | -------------------------- | ------ | ------- |
| 6     | Олена Серьогіна | Олімпійський комітет Росії | 42.972 |         |
| 7     | Петра Ясапаті   | Угорщина                   | 43.004 |         |
| 8     | Елісон Чарлз    | Канада                     | 43.273 |         |

#### Фінал A
| Місце | Ім'я             | Країна     | Час    | Нотатки |
| ----- | ---------------- | ---------- | ------ | ------- |
| 1     | Аріанна Фонтана  | Італія     | 42.488 |         |
| 2     | Сюзанне Схюлтінг | Нідерланди | 42.559 |         |
| 3     | Кім Бутен        | Канада     | 42.724 |         |
| 4     | Чжан Ютін        | Китай      | 42.803 |         |
| 5     | Анне Десмет      | Бельгія    | 42.941 |         |